# August Heinrich Hermann von Dönhoff
August Heinrich Hermann von Dönhoff (Potsdam, 1797. október 10. – Friedrichstein kastély, Königsbergtől keletre, 1874. április 1.) gróf, porosz diplomata.

## Pályafutása
Mint önkéntes, részt vett az 1815-ös hadjáratban, azután Königsbergben, Göttingenben és Heidelbergben hallgatott jogot (1816–19). Olaszországi útjáról visszatérve, 1821-ben Berlinben, a külügyminiszteriumban kezdett dolgozni. 1823-ban a párizsi, 1825-ben a madridi, 1828-ban pedig a londoni követségnek lett tagja, 1833-ban pedig müncheni követnek nevezték ki. 1842-től 1848-ig a frankfurti szövetségi gyűlésnek volt tagja, mire aztán a Ernst von Pfuel kormányában a külügyet vezette rövid ideig. 1849-től 1852-ig a porosz első kamarának és később az első kamara örökös tagja lett. Unokája Marion Dönhoff újságíró, a Die Zeit főszerkesztője és egyik kiadója.